# Svetozar Petrović
Svetozar Petrović (Karlovac, 28. lipnja 1931. – Novi Sad, 23. listopada 2005.) bio je hrvatski i srpski književni teoretičar i povjesničar.

## Životopis
U Karlovcu je pohađao osnovnu i srednju školu, a studirao je u Zagrebu i u Alahabadu u Indiji. Završio je studij jugoslavistike 1957. godine na Filozofskom fakultetu u Zagrebu gdje je i doktorirao radom Problem soneta u starijoj hrvatskoj književnosti. Na Sveučilištu u Alahabadu studirao je indologiju od 1954. do 1956. godine.
Radio je na Odsjeku za komparativnu književnost Filozofskog fakulteta u Zagrebu od 1959. do 1970., a od 1970. do 1977. godine bio je profesor na Filozofskom fakultetu u Novom Sadu. Radio je na Filološkom fakultetu u Beogradu od 1977. do 1996. godine kada se umirovio. Gostovao je na stranim sveučilištima, a u više navrata na Sveučilištu u Chicagu. Bio je član Vojvođanske akademije znanosti i umjetnosti.

## Znanstveni rad
U znanstvenom se radu bavio metodologijom proučavanja književnosti, teorijom i poviješću stiha, indološkim temama kao urednik i prevoditelj (antologija Savremena indiska proza, 1957.). Jedan je od autora i urednika povijesnog prikaza književnosti Istoka u Povijesti svjetske književnosti (I, 1982.).

## Djela
Njegova djela uključuju:
- Kritika i djelo, 1963.
- Priroda kritike, 1972., ²2003.
- (ur.) Povijesti svjetske književnosti I, 1982.
- Oblik i smisao. Spisi o stihu, 1986., ²2003.
- Problem soneta u starijoj hrvatskoj književnosti, 2003.
- Spisi o starijoj književnosti, 2007.
- Pojmovi i čitanja, 2008.
- Književnosti starog Orijenta, 2009.
- Nauka o književnosti, 2009.
- O indijskoj književnosti, 2011.

## Nagrade
Dobio je Nagradu Vladimir Nazor 1972. godine za knjigu Priroda kritike, Nagradu grada Zagreba za knjigu Kritika i djelo 1963., Nagradu Đorđe Jovanović i Nagradu SIZ-a kulture Vojvodine za knjigu Oblik i smisao 1986. godine.